# Pseudanthias huchtii
Pseudanthias huchtii is een straalvinnige vis behorend tot het geslacht Pseudanthias. De vis komt voor in de Grote Oceaan en kan een lengte bereiken van 12 cm.